# 폰티프리드

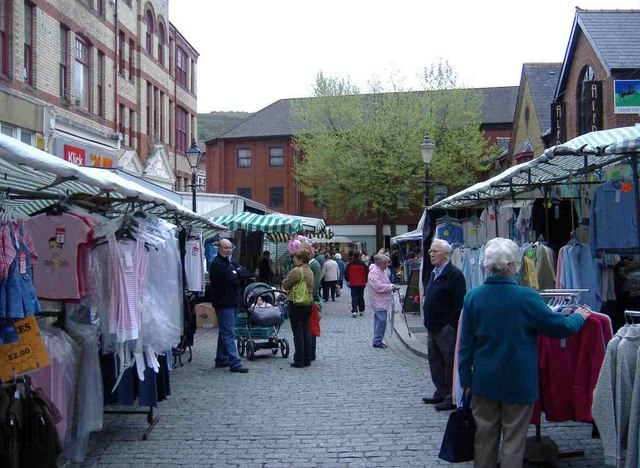
폰티프리드

폰티프리드(Pontypridd)는 웨일스의 도시로, 인구는 2011년 조사 기준 32,694명이다.